# Drever
Dreveren er en jagthund af gruppen af støvere, der særligt anvendes til støverjagt og bevægelsesjagt.